# Municipio de Fairfield (Dakota del Norte)
El municipio de Fairfield (en inglés: Fairfield Township) es un municipio ubicado en el condado de Grand Forks en el estado estadounidense de Dakota del Norte. En el año 2010 tenía una población de 117 habitantes y una densidad poblacional de 1,27 personas por km².

## Geografía
El municipio de Fairfield se encuentra ubicado en las coordenadas 47°48′10″N 97°18′2″O / 47.80278, -97.30056. Según la Oficina del Censo de los Estados Unidos, el municipio tiene una superficie total de 92.03 km², de la cual 91,96 km² corresponden a tierra firme y (0,08 %) 0,07 km² es agua.

## Demografía
Según el censo de 2010, había 117 personas residiendo en el municipio de Fairfield. La densidad de población era de 1,27 hab./km². De los 117 habitantes, el municipio de Fairfield estaba compuesto por el 97,44 % blancos, el 1,71 % eran asiáticos y el 0,85 % eran de una mezcla de razas. Del total de la población el 0,85 % eran hispanos o latinos de cualquier raza.